# Diecéze paotinská
Diecéze Pao-ting je římskokatolická diecéze nacházející se v Číně.

## Území
Diecéze zahrnuje část území čínské provincie Che-pej.
Biskupským sídlem je město Pao-ting, kde se také nachází hlavní chrám diecéze katedrála svatých Petra a Pavla.
K roku 1950 měla: 78 601 věřících, 68 diecézních kněží, 59 řeholnic a 35 farností.

## Historie
Dne 14. února 1910 byl založen apoštolský vikariát Centrální Dži-lí, a to brevem Nobis in sublimi papeže Pia X., z části území apoštolského vikariátu Severní Dži-lí.
Dne 15. dubna 1924 byla z části jejího území vytvořena apoštolská prefektura Li-sien.
Dne 3. prosince 1924 byl vikariát přejmenován na Pao-ting.
Dne 25. května 1929 byla z další části jejího území vytvořena misie sui iuris Ji-sien.
Dne 11. dubna 1946 byl vikariát bulou Quotidie Nos papeže Pia XII., povýšen na diecézi.
Roku 1993 se stal biskupem diecéze James Su Zhi-min ale ten je od roku 1997 vězněn. Roku 2010 byl novým biskupem zvolen Francis An Shu-xin, který působí jako tajný biskup.

## Seznam biskupů
- Joseph-Sylvain-Marius Fabrègues, C.M. (1910–1923)
- Paul-Leon-Cornelius Montaigne, C.M. (1924–1930)
- Joseph Zhou Ji-shi, C.M. (1931–1946)
- Peter Joseph Fan Xue-yan (1951–1992)
- John Wang Qi-wei (1958–?) vysvěcen bez papežského souhlasu
- Peter Chen Jian-zhang (1983–1992) – tajný biskup
- Matthew Pan De-shi (1991–2005) vysvěcen bez papežského souhlasu
- Peter Chen Jian-zhang (1992–1994)
- James Su Zhi-min (od 1993) – tajný biskup
- Francis An Shu-xin (od 2010) – tajný biskup